# Клиторологий
Клиторологий, или Клеторология (др.-греч. Κλητορολόγια — «список классов», от κλητός — «званый» + λόγος — «учение») — табель о рангах, составленный в 899 году Филофеем, императорским атриклинием при дворе императоров Льва VI и Константина Багрянородного, протоспафарием, обязанностью которого было рассылать приглашения и усаживать за императорский стол византийскую знать. Исходя из этих обязанностей Филофей составил перечень придворных чинов, дабы избежать каких-либо ошибок.
52-я глава «Книги о церемониях византийского двора» и есть клиторологий Филофея, она озаглавлена: «Исследование о порядке царского чина, о номенклатуре и почестях, положенных каждому достоинству, составленное при христолюбивом и мудрейшем нашем императоре Льве из старинных книг о церемониях, в сентябре месяце 3 индикта в лето от сотворения мира 6408, Филофеем, царским протоспафарием и артиклином».

## Перечень должностей
Согласно Филофею лица вне (выше) класса, степени и чина:
- патриарх Константинополя,
- кесарь (младший «император», соправитель, наследник престола),
- новелисим (близкий родственник императора),
- куропалат (глава императорской охраны, позже титул жаловался грузинским и армянским государям),
- василеопатор (воспитатель будущего императора),
- зоста патрикия (высший женский титул),
- магистр,
- ректор,
- синкел,
- архиепископ Болгарии.

К лицам 1-го класса, степени и чинов относились:
- патрикии (члены синклита, то есть — по аналогии с древнеримскими патрициями — византийского сената; получали лично от императора золотой пояс),
- доместики схол,
- анфипаты патрикии и стратиги фем,
- митрополиты,
- архиепископы,
- епископы,
- примикирии евнухов кувуклия (императорской опочивальни),
- протоспафарии (носили на шее осыпанную драгоценными камнями золотую цепь, полученную лично от императора).

К лицам 2-го класса, степени и чинов относились:
- спафарокандидаты,
- спафарокувикуларии,
- пресвитеры,
- игумены,
- дисинаты.

К лицам 3-го класса, степени и чинов относились:
- спафарии,
- диаконы,
- протопопы,
- аподоместики,
- клисурархи,
- турмархи,
- топотириты схол.

К лицам 4-го класса, степени и чинов относились:
- ипаты,
- хартуларии и нотарии,
- клирики дворца и Храма Святой Софии-Премудрости Божьей,
- страторы,
- асикриты (императорские секретари),
- скрибы,
- хартуларии фем,
- доместики тагм схол,
- кандидаты,
- мандаторы,
- веститоры,
- силенциарии,
- фемные друнгарии,
- комиты,
- апоэпархи.

Иные лица, значимость которых не требует класса, степени и чина.